# Parc naturel national du haut Pobouj
Le parc naturel national du haut Pobouj  (en ukrainien : Верхнє Побужжя (проєктований національний природний парк)) est un  parc national de l'oblast de Khmelnytskyï situé à l'ouest de l'Ukraine.

## Histoire
Le 2 août 2013, le décret présidentiel signé par Viktor Ianoukovytch consacre la réserve naturelle. Il protège dix-neuf espèces végétales présentes sur la livre rouge d'Ukraine et dis-sept espèces de la faune européenne protégée par l'UICN.

## Géographie
Le parc se trouve entre le Boug méridional, la Boujok et le Vovk.